# Natação nos Jogos Pan-Americanos de 2015 - Revezamento 4x100 m livre masculino
As competições do revezamento 4x100 metros livre masculino da natação nos Jogos Pan-Americanos de 2015 foram realizadas em 14 de julho no Centro Aquático CIBC Pan e Parapan-Americano, em Toronto.

## Calendário
Horário local (UTC-4).
| Data        | Horário | Fase          |
| ----------- | ------- | ------------- |
| 14 de julho | 11:10   | Eliminatórias |
| 14 de julho | 20:31   | Final         |

## Medalhistas
|  | BRA Brasil                                                                                     |  | CAN Canadá                                                                                  |  | USA Estados Unidos                                                                    |
|  | Matheus Santana João de Lucca Bruno Fratus Marcelo Chierighini Nicolas Oliveira Thiago Pereira |  | Santo Condorelli Karl Krug Evan van Moerkerke Yuri Kisil, Markus Thormeyer Stefan Milošević |  | Josh Schneider Darian Townsend Cullen Jones Michael Weiss Michael Klueh Eugene Godsoe |

## Recordes
Antes desta competição, os recordes mundiais e pan-americanos da prova eram os seguintes:
| Tipo                             | Atleta         | Tempo   | Local       | Data                  |
| -------------------------------- | -------------- | ------- | ----------- | --------------------- |
|                                  | Estados Unidos | 3m08s24 | Pequim      | 11 de agosto de 2008  |
| Recorde dos Jogos Pan-Americanos | Brasil         | 3m14s65 | Guadalajara | 16 de outubro de 2011 |

## Resultados

### Eliminatórias
A eliminatória foi realizada em 14 de julho. 
| Pos. | Bateria | Raia | Nadador                                                                                                   | Nacionalidade      | Tempo   | Nota |
| ---- | ------- | ---- | --- | ------------------ | ------- | ---- |
| 1    | 1       | 5    | João de Lucca (49.04) Nicolas Oliveira (48.78) Thiago Pereira (50.25) Bruno Fratus (49.80)                | BRA Brasil         | 3:17.87 | Q    |
| 2    | 1       | 3    | Markus Thormeyer (49.82) Karl Krug (49.37) Evan van Moerkerke (49.64) Stefan Milošević (49.94)            | CAN Canadá         | 3:18.77 | Q    |
| 3    | 1       | 4    | Josh Schneider (49.82) Michael Klueh (49.67) Eugene Godsoe (50.12) Michael Weiss (49.33)                  | USA Estados Unidos | 3:18.94 | Q    |
| 4    | 1       | 6    | Guido Buscaglia (50.96) Matias Aguilera (50.57) Lautaro Rodriguez (50.66) Federico Grabich (50.81)        | ARG Argentina      | 3:23.00 | Q    |
| 5    | 1       | 2    | Jesus Lopez (50.93) Carlos Omaña (51.71) Robinson Molina (51.59) Andres Doria (50.58)                     | VEN Venezuela      | 3:24.81 | Q    |
| 6    | 1       | 1    | Charles Hockin (52.11) Matías López (54.10) Max Abreu (55.72) Ben Hockin (54.59)                          | PAR Paraguai       | 3:36.52 | Q    |
| 7    | 1       | 7    | Nicholas Magana (51.11) Gustavo Gutierrez (55.93) Gerardo Huidobro (54.72) Jean Pierre Monteagudo (55.21) | PER Peru           | 3:36.97 | Q    |

### Final
A final A foi realizada em 14 de julho. 
| Pos.              | Raia | Nadador                                                                                                   | Nacionalidade      | Tempo   | Notas                            |
| ----------------- | ---- | --- | ------------------ | ------- | -------------------------------- |
| Medalha de ouro   | 4    | Matheus Santana (49.28) João de Lucca (48.06) Bruno Fratus (48.56) Marcelo Chierighini (47.76)            | BRA Brasil         | 3:13.66 | Recorde dos Jogos Pan-Americanos |
| Medalha de prata  | 5    | Santo Condorelli (47.98) Karl Krug (49.14) Evan van Moerkerke (49.04) Yuri Kisil (48.16)                  | CAN Canadá         | 3:14.32 |                                  |
| Medalha de bronze | 3    | Josh Schneider (49.44) Darian Townsend (49.37) Cullen Jones (48.86) Michael Weiss (48.54)                 | USA Estados Unidos | 3:16.21 |                                  |
| 4                 | 6    | Federico Grabich (48.11 ) Matías Aguilera (49.79) Lautaro Rodríguez (49.72) Guido Buscaglia (49.79)       | ARG Argentina      | 3:17.41 | Recorde nacional                 |
| 5                 | 2    | Albert Subirats (49.39) Daniele Tirabassi (49.95) Jesus Lopez (50.55) Cristian Quintero (48.99)           | VEN Venezuela      | 3:18.88 |                                  |
| 6                 | 7    | Charles Hockin (50.67) Matías López (52.74) Max Abreu (52.40) Ben Hockin (51.79)                          | PAR Paraguai       | 3:27.60 |                                  |
| 7                 | 1    | Nicholas Magana (51.31) Gerardo Huidobro (55.20) Jean Pierre Monteagudo (55.42) Gustavo Gutierrez (55.48) | PER Peru           | 3:37.41 |                                  |

Legenda
| Recorde mundial                  | Recorde mundial (World record)               |                       | Recorde africano                      | Recorde africano (African) |                                           | Q | Classificado por posição (Qualified) |
| Recorde dos Jogos Pan-Americanos | Recorde pan-americano (Pan-American record)  | Recorde da América    | Recorde da América (Americas)         | q                          | Classificado por melhor tempo (Qualified) |   |                                      |
| Melhor marca do ano              | Melhor marca do ano (World leading)          | Recorde asiático      | Recorde asiático (Asian)              | DNS                        | Não largou (Did not start)                |   |                                      |
| Recorde nacional                 | Recorde nacional (National record)           | Recorde europeu       | Recorde europeu (European)            | DNF                        | Não terminou (Did not finish)             |   |                                      |
| Recorde pessoal                  | Recorde pessoal do atleta (Personal best)    | Recorde da Oceania    | Recorde da Oceania (Oceania)          | DSQ / DQ                   | Desclassificado (Disqualified)            |   |                                      |
| Recorde da temporada             | Recorde da temporada do atleta (Season best) | Recorde sul-americano | Recorde sul-americano (South America) | NM                         | Sem marca (No mark)                       |   |                                      |